# ليز لين
ليز لين (بالإنجليزية: Liz Lynne)‏ هي سياسية وممثلة بريطانية، ولدت في 22 يناير 1948 في ووكينغ في المملكة المتحدة.

## وصلات خارجية
- الموقع الرسمي